# Dewevrea bilabiata
Dewevrea bilabiata là một loài thực vật có hoa trong họ Đậu. Loài này được Micheli miêu tả khoa học đầu tiên.